# Michel Jalakh
Michel Jalakh OAM (ur. 27 sierpnia 1966 w Baouchrieh) – libański duchowny katolicki, od 2023 sekretarz Dykasterii ds. Kościołów Wschodnich, arcybiskup tytularny Nisbi dei Maroniti od 2024.

## Życiorys
21 kwietnia 1991 otrzymał święcenia kapłańskie jako członek Maronickiego Zakonu Świętego Antoniego. W latach 2000–2008 pracował w Kongregacji ds. Kościołów Wschodnich, a po odbytych w Rzymie studiach z eklezjologii został sekretarzem generalnym Rady Kościołów Bliskiego Wschodu. W 2017 objął stanowisko rektora uniwersytetu w Babdzie.
15 lutego 2023 został mianowany przez papieża Franciszka sekretarzem Dykasterii ds. Kościołów Wschodnich. 8 marca 2024 został podniesiony przez Franciszka do miana arcybiskupa ze stolicą tytularną Nisibi dei Maroniti.
8 czerwca 2024 otrzymał święcenia biskupie w Bkerke. Udzielił mu ich maronicki patriarcha Antiochii kardynał Béchara Boutros Raï. 